# Robert Geipel
Robert Geipel (* 1. Februar 1929 in Karlsbad, Tschechoslowakei; † 4. August 2017 in Gauting) war ein deutscher Geograph und Hochschullehrer. Er gilt als Begründer der Bildungsgeographie im deutschsprachigen Raum.

## Leben und Werk
Robert Geipel studierte Geographie an den Universitäten Frankfurt a. M., Marburg und Bonn und arbeitete anschließend als Referent bei der Bundesforschungsanstalt für Landeskunde und Raumordnung in Bonn. Seine Promotion erfolgte 1952 mit einer Dissertation über Soziale Struktur und Einheitsbewußtsein als Grundlagen geographischer Gliederung.
Von 1961 bis 1969 war er Professor für Sozialgeographie an der Universität Frankfurt und in der Lehrerbildung tätig. Aufgrund persönlicher Erfahrungen als Flüchtling widmete sich Geipel neben der damals üblichen geographischen Landeskunde der Flüchtlingsforschung. Dabei arbeitete er eng mit dem Bildungsökonomen Friedrich Edding, der ihn maßgeblich beeinflusste, zusammen. Geipels Credo in den Nachkriegsjahren: Flüchtlinge hätten nur ihr geistiges Vermögen retten (mitnehmen) können, wären für die ökonomische Entwicklung der Bundesrepublik Deutschland unverzichtbar, besäßen einen unbeugsamen Aufstiegswillen und würden sich am besten durch gleiche Bildungschancen integrieren.
Gemeinsam mit dem Soziologen Hansgert Peisert erforschte Geipel nun die krassen sozialen und räumlichen Disparitäten der Bildungsbeteiligung in den sechziger Jahren (Leitbild: Katholische Arbeitermädchen vom Lande in Bayern haben kaum Aufstiegschancen), machte etliche Vorschläge zum Ausbau des Bildungssystems und zur Verwirklichung der Bildungschancengleichheit (Auflösung von Dorfschulen, Ausbau eines Fahrschülersystems, Neugründung von Universitäten usw.) und kreierte den bildungsgeographischen Ansatz (Bildungsgeographie) innerhalb der deutschsprachigen Geographie.
1969 wurde Geipel als Nachfolger von Wolfgang Hartke auf den Lehrstuhl für Angewandte Geographie an der TU München berufen, den er bis zu seiner Emeritierung 1994 innehatte. In dieser Zeit wurde er Mitglied der Akademie für Raumforschung und Landesplanung, zum Leiter des (außeruniversitären) Bayerischen Staatsinstituts für Hochschulforschung und Hochschulplanung berufen und war in der Bildungspolitik ein Ratgeber. 
Seit dem Erdbeben von Friaul 1976 galt Geipels wissenschaftliches Interesse ferner dem Aufbau der geographischen Risikoforschung.
Das Institut wurde 2002 von der TU München an die LMU München übertragen und heißt dort seitdem Seminar für Sozialwissenschaftliche Geographie. Geipel lebte in Gauting bei München.
1989 wurde er als ordentliches Mitglied in die Academia Europaea aufgenommen.